# کوه شجاعت
کوه شجاعت (به انگلیسی: Courage Mountain) فیلمی محصول سال ۱۹۹۰ و به کارگردانی کریستوفر لیچ است. در این فیلم بازیگرانی همچون چارلی شین، لزلی کارون، یورگو وویجیس، جان رابز، ژولیت کاتون و لائورا بتی ایفای نقش کرده‌اند.